# Лейди и Скитника (филм, 2019)
„Лейди и Скитника“ (на английски: Lady and the Tramp) е американски музикален романтичен филм, режисиран от Чарли Бийн, със сценарий от Андрю Буялски и Кари Гранлънд и продуциран от Walt Disney Pictures. Адаптация е на едноименния анимационен филм на Дисни от 1955 г., който е базиран на историята, публикувана в списание „Космополитън“, Happy Dan, the Cynical Dog от Уард Грийн. В главните роли Теса Томпсън и Джъстин Теру.
Премиерата на филма е на 12 ноември 2019 г. по Disney+, което го прави първия римейк на Дисни, който е без премиера в кината, а на платформа за стрийминг услуга по заявка.

## Сюжет
По време на Коледа на 1909 г. Джим Диър подарява на съпругата си Дарлинг женско кученце от породата американски кокер шпаньол, на което е дадено името Лейди, която се превръща в център на света им. Лейди расте и се сприятелява със съседните стари кучета - блъдхаунда Тръсти и шотландския териер Джок.
Междувременно, бездомният пес, който носи името Скитника, прекарва дните си в скитане по улиците на Ню Орлиънс в търсене на храна и причиняване на неприятности на ловеца на кучета Елиът, който е собственик на вендета срещу него. След като освобождава приятелите си Бул и Пег от Елиът, Скитника бяга и се озовава в задния двор на Диър. Лейди, която не може да повярва, че е пренебрегната от стопаните си, след като са я оставили навън, открива Скитника, който ѝ казва, че хората ѝ ще имат бебе, което ще я измести, но тя отказва да му повярва. Тръсти и Джок прогонват Скитника, защото е улично куче, но преди това той ги предупреждава, че щом се появи бебе, кучето отива навън.
Джим и Дарлинг имат момиченце, Лулу, на което посвещават живота си. Те дори спират да чуват предупрежденията на Лейди за злобния плъх, влязъл в къщата им. Хората все по-често оставят Лейди в задния двор, а тя се притеснява, че Скитника е бил прав.
Един ден Джим и Дарлинг заминават с Лулу и оставят лелята на Дарлинг, Сара, да се грижи за Лейди. Сара отива на втория етаж, за да практикува пеенето си, а двете ѝ неприятни котки от породата девон рекс на име Девон и Рекс започват да разрушават къщата. Вярвайки, че Лейди е виновна, леля Сара отвежда кучето в зоомагазина, откъдето да ѝ купи намордник. Лейди бяга, но попада в капан и е заплашена от бруталното улично куче Исак. За щастие, Скитника се появява и я спасява, след което ѝ помага да свали намордника, но каишката ѝ пада от врата. Лейди приема поканата на Скитника да хапнат в любимия му ресторант при Тони. По-късно Скитника показва на Лейди очарователна гледка към града и ѝ признава, че е имал стопани, които са го изоставили, след като им се родило бебе. Лейди и Скитника са открити от Елиът, който ги преследва до гарата, където Скитника спи. Въпреки че Скитника казва на Лейди да бяга, тя се връща, за да му помогне, но е заловена от ловеца на кучета. Тя се среща с Пег, Бул и други кучета, от които разбира за подвизите на Скитника. Джим и Дарлинг се връщат от пътуването си, вземат Лейди от приюта и изгонват леля Сара и нейните котки. Лейди започва да се сближава с Лулу.
По-късно, Скитника разбира, че Пег и Бул са осиновени, което го кара да съжалява допълнително, че е оставил Лейди. Той отива в къщата ѝ, за да ѝ се извини. Лейди признава, че е влюбена в него, но не би могла да изостави дома си. Сбогуват се, а когато Скитника си тръгва, започва буря. Тогава се връща плъхът, който се промъква в стаята на Лулу. Елиът пристига, за да разкаже на Джим и Дарлинг за Скитника. Лейди успява да върне Скитника, който се промъква в стаята на Лулу, където се сбива с плъха. В битката Скитника е ранен, но успява да убие съперника си, като по време на двубоя Скитника е бутнал яслите на Лулу. Той е хванат от Джим, Дарлинг и Елиът, които мислят, че той е отговорен за нападението към бебето.
Точно когато Елиът отвежда Скитника, за да бъде евтаназиран, Лейди открива трупа на плъха и го показва на Джим и Дарлинг. С помощта на Тръсти и Джок Лейди преследва колата на кучкаря. Кучетата подплашват конете и колата катастрофира. Лейди открива Скитника, който изглежда привидно мъртъв, и започва да скърби, но в крайна сметка той се събужда и те се събират отново. Семейство Диър пристигат, след като разбират, че Скитника е спасил бебето им, и го осиновяват.
Настъпва следващата Коледа, Скитника е напълно приет в семейството и има собствена каишка. Собственичката на Джок е осиновила две малки кученца – Додж и Оли, които приемат Тръсти и Джок за чичо и леля. Лейди и Скитника щастливо прекарват празниците с перфектното си семейство, свързани заедно до края на живота си.

## Актьори
Гласове
- Теса Томпсън – Лейди, американски кокер шпаньол
- Джъстин Теру – Скитника, бездомен пес
- Сам Елиът – Тръсти, блъдхаунд
- Ашли Дженсън – Джок, шотландски териер
- Жанел Моне – Пег, лхаса апсо
- Бенедикт Уонг – Бул, английски булдог
- Кланси Браун – Исак
- Нейт Лондър – Девон, девон рекс
- Роман Джанартър – Рекс, девон рекс
- Джеймс Бентли – Чанси
- Жентел Хоукинс – Дама
- Ара Сторм О’Кийф – Додж
- Аемън Уолф О’Кийф – Оли

Хора
- Томас Ман – Джим Диър
- Кирси Клемънс – Дарлинг
- Ивет Никол Браун – Леля Сара
- Адриан Мартинес – Елиът
- Ф. Мъри Ейбрахам – Тони
- Артуро Кастро – Джо
- Кен Джонг – Лекар
- Кейт Книланд – Собственичката на Джок
- Даръл Хенди – Собственикът на Тръсти
- Павеш Чейна – Собственикът на зоомагазина

## Продукция
На 8 февруари 2018 г. е обявено, че Walt Disney Pictures разработва адаптация на анимационния филм от 1955 г. ‘’Лейди и Скитника’’. Очакваше се филмът да бъде премиерен на тогава неназованата предстояща стрийминг услуга, която трябваше да стартира през есента на 2019 г.  На 19 март 2018 г. е обявено, че филмът ще бъде режисиран от Чарли Бийн и със сценарий на Андрю Буялски и Бригъм Тейлър, който ще бъде продуцент. 
Записването на гласовете започва през юли 2018 г., а снимките продължават от 10 септември 2018 г. до 18 ноември същата година.

## Отзиви
В сайта Rotten Tomatoes филмът има рейтинг на одобрението от 65% и средна оценка 5,91 / 10 въз основа на 50 отзива.